# 나이팅게일의 새장
나이팅게일의 새장(La Cage Aux Rossignols)은 프랑스에서 제작된 진 드리빌 감독의 1945년 드라마 영화이다. 노엘-노엘 등이 주연으로 출연하였다.

## 출연

### 주연
- 노엘-노엘
- 미쉘린 프랜시

### 조연
- 르네 게닌
- 르네 브랜카드
- 마거릿 듀코렛
- 마르셀 프레인세
- 마르뜨 멜롯
- 조르쥬 폴라이스
- 앤드레 니콜
- 리처드 프란코유
- 진 모렐
- 로저 빈센트
- 미셀 프랑소와
- 버나드 샤를란
- 헨리 코텟
- 마거릿 드 모라예
- 듀몬트
- 폴 프랭커
- 마누엘 게리
- 조르쥬 쟈맹
- 세실 마르실
- 찰스 비지에르
- Les Petits Chanteurs a la Croix de Bois

## 제작진
- 각색: 노엘-노엘